# Chambly (Canadá)
Chambly é uma cidade localizada na província de Quebec no Canadá.